# 高安さくら商店街
高安さくら商店街（たかやすさくらしょうてんがい）は、大阪府八尾市にある商店街。近鉄大阪線高安駅西側の大阪府道181号線や玉串川を挟んだ西側の道路、及びその周辺の地域に点在する店舗から構成される。
元々は商店会団体名は「高安西整備振興会」だったが、2014年度からは、商店街の名称も併せて現在名に変更されている。

## 概要
高安駅西側に約700mにわたって広がるが、アーケードはなく、住宅街と混在している地域に立地する商店や医療機関等から構成される商店街である。そのため、外観上は商店街よりは、むしろ住宅街のような様相をしている。
商店街の中央部を、玉串川が流れており、両岸に約1000本のサクラが数多く植えられており、商店街名称の由来ともなっている。
地域に隣接して近鉄高安車庫が立地している。このため、例年鉄道関連のイベントも開催している。
2017年度大阪府地域連携型商機能強化モデル創出事業に採択された。

## あにまるヒーロー
当商店街活性化の取り組みとして、2017年8月に商店街のPRキャラクター「あにまるヒーロー」が誕生した。

### 構成員
- とーだい
- ちゃめ
- じゃんぼ
- みんとん

### 業務内容
- YouTubeチャンネル等で商店街のPRをする
  - 当商店街オリジナルサウンドロゴ[6]やダンスもあり、あにまるヒーローらは、これらの歌や踊りも行っている。
  - 2018年2月24日には、FMちゃおで紹介された。
- 商店街主催のイベントで、来訪者を出迎えたり、イベントの中心的役割を担ったりする[4]。